# Обикновен анакамптис
Обикновен анакамптис (Anacamptis pyramidalis) е вид грудкова орхидея. Растението е в списъка на лечебните растения съгласно Закона за лечебните растения и е защитено растение съгласно Закона за биологичното разнообразие.

## Описание
Грудкова орхидея с височина до 50 см. Листата ѝ са линейни до ланцентни.

## Разпространение
Видът е местен за Европа, Средиземноморието, чак до северните части на Иран; расте предимно в умерените биоми. В България видът е разпространен в цялата страна.